# ابراهیم باجوری
ابراهیم باجوری (۱۷۸۴ – ۱۶ ژوئن ۱۸۶۰) (نسب: ابراهیم بن محمد بن احمد) فقیه شافعی مصری و شیخ الازهر از از ۱۸۴۷ تا ۱۸۶۰ بود. نسبتش به روستای باجُور در استان منوفیه بوده است که همان‌جا نخست درس خواند؛ سپس در الازهر ادامه داد. حاشیه‌های بسیاری نگاشت.